# 三宅峰三郎
三宅 峰三郎（みやけ みねさぶろう、1952年7月22日 - ）は、日本の実業家。岡山県出身。キユーピー株式会社相談役・元代表取締役社長。旭日中綬章受章。第51回食品産業功労賞受賞。

## 人物・経歴
岡山県出身。1976年上智大学理工学部卒業後、同年4月キユーピー株式会社に入社。同社家庭用営業本部長、広域営業本部長、取締役、常務取締役等を経て、2011年同社代表取締役社長に就任。2017年同社相談役に就任。2018年第51回食品産業功労賞受賞。2024年旭日中綬章受章。

## 略歴
- 1976年、上智大学理工学部卒業後、同年4月キユーピー株式会社入社
- 1996年、同社横浜支店長
- 1998年、同社関東支店長
- 2001年、同社家庭用営業部長
- 2002年、同社家庭用営業本部長
- 2003年、同社取締役
- 2004年、同社営業統括
- 2005年、同社東京支店長
- 2008年、同社広域営業本部長
- 2009年、同社タマゴ事業副担当
- 2009年、同社タマゴ事業担当
- 2010年、同社常務取締役
- 2011年、同社代表取締役社長[1]、中島董商店取締役[6]
- 2017年、同社相談役[2]、中島董商店取締役会長、キユーピーみらいたまご財団理事長、富士製薬工業取締役[6]
- 2018年、オートバックスセブン取締役、亀田製菓取締役[6]、第51回食品産業功労賞受賞
- 2019年、内閣府休眠預金等活用審議会専門委員主査、オートバックスセブン取締役監査等委員[6]
- 2020年、スシローグローバルホールディングス取締役[6]
- 2024年、旭日中綬章受章

## テレビ出演
- 日経スペシャル カンブリア宮殿 かぜ薬から牛丼のタマゴまで... 技術で挑む異色食品メーカー キユーピーの秘密（2014年3月13日、テレビ東京[7]